# Parafia św. Anny w Krzyszkowicach
Parafia Świętej Anny w Krzyszkowicach – rzymskokatolicka parafia znajdująca się w archidiecezji krakowskiej, w dekanacie Mogilany, w Polsce.